# Língua tsuana
O tsuana, também chamado de tissuana ou tswana (setswana), é uma língua banta escrita em alfabeto latino. O tsuana é a língua materna dos tsuanas (batswana; singular motswana). É pertencente à família linguística nigero-congolesa dentro da ramificação soto-tsuana da Zona S (S.30), e está intimamente relacionada com as línguas soto do norte e soto do sul, bem como com a língua calaári (ou kgalagadi) e a língua lozi.
Apesar de o tsuana ser a língua oficial do Botsuana, a maioria dos seus falantes vive na África do Sul. Existem igualmente falantes no Zimbábue e na Namíbia. No total, são cerca de 4 milhões os falantes desta língua. Antes da África do Sul se ter tornado numa democracia multirracial, o bantustão do Bofutatsuana tinha sido criado para cobrir os falantes de tsuana daquele país.

## Classificação
O tsuana pertente à família linguística nigero-congolesa. Está diretamente relacionada com outras duas línguas do grupo linguístico soto, o soto do sul (Sesotho) e o soto do norte (Sesotho sa Leboa). No passado, esta língua foi conhecida igualmente pelos nomes beetjuans, chuana (daí o anterior nome do território ser Bechuanalândia), coana, cuana e sechuana.

## História
O primeiro europeu a descrever a língua foi o viajante alemão Hinrich Lichtenstein, que viveu entre o povo Tswana Batlhaping em 1806, embora seu trabalho só tenha sido publicado em 1930. Ele erroneamente considerou o tswana como um dialeto do xhosa, e o nome que ele usou para a língua "beetjuana" pode ter abrangido também as línguas sotho do norte e do sul.
O primeiro grande trabalho sobre o tswana foi realizado pelo missionário britânico Robert Moffat, que também viveu entre os Batlhaping, e publicou o Bechuana Spelling Book e o A Bechuana Catechism em 1826. Nos anos seguintes, ele publicou vários outros livros da Bíblia e, em 1857, conseguiu publicar uma tradução completa da Bíblia. 
A primeira gramática do tswana foi publicada em 1833 pelo missionário James Archbell, embora tenha sido modelada com base na gramática xhosa. A primeira gramática do tswana que o considerava uma língua separada do xhosa (mas ainda não uma língua separada das línguas sotho do norte e do sul) foi publicada pelo missionário francês E. Casalis em 1841. Mais tarde, ele mudou de ideia e, em uma publicação de 1882, observou que as línguas Sotho do Norte e do Sul eram distintas do Tswana. 
Solomon Plaatje, um intelectual e linguista sul-africano, foi um dos primeiros escritores a escrever extensivamente sobre a língua tswana. 

## Escrita
O tsuana utiliza o alfabeto latino com alguns grafemas adicionais tais como: Ô, kh, ng, ph, sh, sw, th, tl, tlh, tsh.

## Amostra de texto
Hino nacional do Botsuana
| “ | Fatshe leno la rona, Ke mpho ya Modimo, Ke boswa jwa borraetsho; A le nne ka kagiso. Tsogang, tsogang! banna, tsogang! Emang, basadi, emang, tlhagafalang! Re kopaneleng go direla Lefatshe la rona. Ina lentle la tumo La tšhaba ya Botswana, Ka kutlwano le kagisano, E bopagantswe mmogo. Tsogang, tsogang! banna, tsogang! Emang, basadi, emang, tlhagafalang! Re kopaneleng go direla Lefatshe la rona. | ” |